# P680
P680, o donatore primario del fotosistema II, (dove P sta per pigmento) si riferisce ad uno dei due dimeri di clorofilla (PD1 e PD2) che costituiscono il centro di reazione del fotosistema II.

## Struttura e funzione
Queste due coppie di clorofille speciali formano un dimero eccitonico, il che significa che si comportano come una singola entità, eccitandosi come se fossero una molecola unica. Il numero "680" indica la lunghezza d'onda di massimo assorbimento dell'energia luminosa espressa in nanometri, corrispondente alla regione rossa dello spettro visibile. Il donatore primario riceve energia di eccitazione sia assorbendo un fotone di opportuna frequenza (colore) sia tramite trasferimento di energia di eccitazione da altre clorofille all'interno fotosistema II. Durante l'eccitazione, un elettrone viene promosso ad un livello energetico superiore. Questo elettrone è successivamente catturato dall'accettore primario di elettroni, una molecola feofitina situata all'interno fotosistema II nelle immediate vicinanze del P680. Il P680 ossidato (P680+) è successivamente ridotto da un elettrone proveniente dall'acqua tramite il complesso evolvente ossigeno.
Il P680+ è il più forte agente ossidante biologico noto. Ha un potenziale redox stimato di circa 1,3 V. Ciò rende possibile l'ossidazione dell'acqua durante la fotosintesi ossigenica.